# Ivan Bandalovski
Ivan Georgiev Bandalovski (Bulgaars: Иван Георгиев Бандаловски) (Sofia, 23 november 1986) is een Bulgaarse voetballer. Hij is een verdediger en verruilde in juni 2017 FC Vereya voor Anorthosis Famagusta.

## Carrière
Ivan Bandalovski werd opgeleid bij de jeugd van Levski Sofia, maar kreeg er in 2004 te horen dat hij geen profcontract zou krijgen. De Bulgaarse verdediger verkaste daarop naar Litex Lovech, waar hij wel speelkansen kreeg. Via zijn landgenoot en oud-voetballer Andrej Jeliazkov werd de Bulgaarse jeugdinternational al na enkele maanden bij Feyenoord aangeboden. De Rotterdammers huurden de aanvallend ingestelde rechtsachter gedurende twee jaar. Maar onder toenmalig trainer Ruud Gullit kwam Bandalovski niet aan spelen toe. Ook toen coach Erwin Koeman het roer overnam, beterde Bandalovski's situatie niet. Hij ging op zoek naar een nieuwe werkgever en keerde uiteindelijk in 2006 terug naar Litex Lovech.
In de loop van het seizoen 2007/08 nam Lokomotiv Sofia hem over. Bij die club brak Bandalovski een seizoen later door. De rechtsachter schopte het ondanks zijn temperament zelfs tot de nationale ploeg. In 2010 versierde hij een transfer naar topclub CSKA Sofia, met wie hij in 2011 de beker veroverde. Nadien raakte de club in financiële moeilijkheden.
Op 25 juli 2013 tekende hij een driejarig contract bij Oud-Heverlee Leuven, dat in de voorbereiding op het nieuwe seizoen rechtsachter Günther Vanaudenaerde zag uitvallen met een zware blessure. Begin 2015 verliet Bandalovski de Belgische club.
Vervolgens tekende hij bij FK Partizan in buurland Servië in januari 2015. Medio 2016 liep zijn contract af en pas in maart 2017 vond hij in FC Vereya een nieuwe club. In juni van dat jaar stapte hij over naar het Cypriotische Anorthosis Famagusta.

## Statistieken
| Seizoen | Club                | Land               | Competitie         | Competitie | Competitie | Beker | Beker | Europees | Europees | Totaal | Totaal |
| Seizoen | Club                | Land               | Competitie         | Wed.       | Dlp.       | Wed.  | Dlp.  | Wed.     | Dlp.     | Wed.   | Dlp.   |
| ------- | ------------------- | ------------------ | ------------------ | ---------- | ---------- | ----- | ----- | -------- | -------- | ------ | ------ |
| 2004/05 | Litex Lovech        | Vlag van Bulgarije | A Football Group   | 8          | 0          | 1     | 0     | 3        | 0        | 12     | 0      |
| 2004/05 | Feyenoord (huur)    | Vlag van Nederland | Eredivisie         | 0          | 0          | 0     | 0     | 0        | 0        | 0      | 0      |
| 2005/06 | Feyenoord (huur)    | Vlag van Nederland | Eredivisie         | 0          | 0          | 0     | 0     | 0        | 0        | 0      | 0      |
| 2006/07 | Litex Lovech        | Vlag van Bulgarije | A Football Group   | 11         | 0          | 1     | 0     | 0        | 0        | 12     | 0      |
| 2007/08 | Litex Lovech        | Vlag van Bulgarije | A Football Group   | 2          | 0          | 0     | 0     | 1        | 0        | 3      | 0      |
| 2007/08 | Lokomotiv Sofia     | Vlag van Bulgarije | A Football Group   | 7          | 0          | 0     | 0     | 0        | 0        | 0      | 0      |
| 2008/09 | Lokomotiv Sofia     | Vlag van Bulgarije | A Football Group   | 12         | 1          | 1     | 0     | 2        | 0        | 15     | 1      |
| 2009/10 | Lokomotiv Sofia     | Vlag van Bulgarije | A Football Group   | 21         | 2          | 2     | 0     | 0        | 0        | 23     | 2      |
| 2010/11 | CSKA Sofia          | Vlag van Bulgarije | A Football Group   | 11         | 0          | 2     | 0     | 0        | 0        | 13     | 0      |
| 2011/12 | CSKA Sofia          | Vlag van Bulgarije | A Football Group   | 26         | 1          | 2     | 0     | 2        | 0        | 30     | 1      |
| 2012/13 | CSKA Sofia          | Vlag van Bulgarije | A Football Group   | 25         | 2          | 4     | 0     | 1        | 0        | 30     | 2      |
| 2013/14 | Oud-Heverlee Leuven | Vlag van België    | Jupiler Pro League | 0          | 0          | 0     | 0     | 0        | 0        | 0      | 0      |
| TOTAAL  | TOTAAL              | TOTAAL             | TOTAAL             | 123        | 6          | 13    | 0     | 9        | 0        | 147    | 6      |